# Société des Missions-Étrangères
Die Société des Missions-Étrangères (mit vollem Namen: Société des Missions Etrangères de la Province de Québec, gelegentlich auch als Société des Missions-Étrangères du Québec bezeichnet, Lat.: Societas pro missionibus exteris Provinciae Quebecensis, Ordenskürzel: PME) ist eine römisch-katholische Ordensgemeinschaft.
Der Hauptsitz befindet sich in Laval auf der Insel Île Jésus im Sankt-Lorenz-Strom in der Provinz Québec nahe Montreal.

## Geschichte
Die Missionsgesellschaft wurde am 2. Februar 1921 von den Bischöfen der Kirchenprovinz Québec gegründet. Sie entsprachen damit ein Wunsch Papst Benedikts XV., der in seinem Apostolischen Schreiben Maximum illud vom 30. November 1919 um Unterstützung für die katholischen Missionen geworben hatte. Die Bischöfe beauftragten den Kanoniker Jean-Avila Roch, Pfarrer der Kathedralpfarrei in Joliette, mit dem Aufbau der missionarischen Gemeinschaft. 1925 konnten die ersten Missionare entsandt werden, und zwar nach China. Auch in Lateinamerika wurden der Missionsgesellschaft Missionsgebiete anvertraut, nämlich in Argentinien, in Chile, in Honduras, in Kolumbien, in Kuba und in Peru, außerdem in Japan und auf den Philippinen. Zwischenzeitlich, am 15. Juni 1929, war die Missionsgesellschaft durch Papst Pius X. als Gesellschaft apostolischen Lebens anerkannt worden.
Ein Großteil der Missionare arbeitete in China. Nach dem Sieg der Kommunisten im Chinesischen Bürgerkrieg verhafteten sie die kanadischen Missionare; viele von ihnen wurden gefoltert, einige starben an den Folgen oder wurden ermordet. Die Überlebenden wurden 1953 ausgewiesen. Mgr. Gustave Prévost verließ China als letzter der Pater der Société des Missions-Étrangères im Mai 1954.

## Generalsuperiore
- Jean-Avila Roch (1932–1938)
- Edgario Larochelle (1938–1958)
- Gilles Joseph Napoléon Ouellet (1958–1967), später Erzbischof von Rimouski, Québec
- Viateur Allary (1967–1973)
- André Vallée (1973–1979)
- Jean-Louis Martin (1979–1985)
- Pierre Samson (1985–1991)
- François Lapierre (1991–1998)
- Roland Laneuville (1998–2008)
- Guy Charbonneau (2008–2013)
- Martin Laliberté (2013–2019)
- Roland Laneuville (2019–2023)
- Ergete Tesfaye (seit 2023)

## Bekannte Ordensmitglieder
- Generoso C. Camiña, Bischof von Digos, Philippinen